# Pararge lineolata
Pararge lineolata är en fjärilsart som beskrevs av Ruggero Verity 1953. Pararge lineolata ingår i släktet Pararge och familjen praktfjärilar. Inga underarter finns listade i Catalogue of Life.